# 過海隧道巴士101R線
過海隧道巴士101R線是為101線之馬場巴士路線，由跑馬地馬場單向往觀塘（裕民坊），途經红磡海底隧道、馬頭圍、九龍城、新蒲崗、彩虹邨、九龍灣及牛頭角，為馬迷提供前往九龍城區、黃大仙區及觀塘區的散場過海巴士服務，此路線綜合了101與111在九龍區之定線。

## 歷史
101R線前身為101線的跑馬地馬場特別班次，1981年9月19日起正名為101R，當時名義上由九巴及中巴合營，但實際上每個服務日僅由其中一間公司派車行走。1998年9月1日，中巴專營權結束，此路線改由九巴及新巴合營。
- 2018年9月10日：101R新巴班次增設實時抵站時間查詢服務。

- 2020年1月29日：受新型冠狀病毒疫情影響，跑馬地馬場賽馬日實施特別安排，101R線暫停服務[4]，直至翌年9月8日方恢復[5]。

- 2020年10月4日：配合沙中綫工程完竣，本線往觀塘方向取消漆咸道北「山西街」站，改停馬頭圍道「土瓜灣落山道」站。[6] [7]
- 2021年4月2日：本線的九龍一方總站遷往裕民坊公共運輸交匯處。
- 2023年7月1日：因應新巴城巴合併，本線改由九巴及城巴聯合經營。

## 服務時間及班次
- 跑馬地馬場開：
  - 於跑馬地馬場賽事尾場開始前約35分鐘至結束後約30分鐘，班次將視乎客量而作出適當調整

## 車費
全程：$17.1
- 紅磡海底隧道往觀塘（裕民坊）：$9.3

| - 本線設有12歲以下小童及65歲或以上長者半價優惠。 - 本線不設長者及殘疾人士每程$2.0的票價優惠；12至64歲殘疾人士如使用「殘疾人士身份」個人八達通，以及60至64歲香港居民使用「樂悠咭」繳付車資，會以全費計算。 - 乘客可以現金或八達通於上車時付款，不設找續。 - 每位成人乘客可免費攜帶最多兩名4歲以下而不佔座位的兒童乘客乘車，超額之4歲以下小童必須繳付小童車費乘車。 - 持有「九巴月票」之乘客在車票有效期內，每日可享最多10程任何九龍巴士及龍運巴士路線（包括本路線，合資格車程只適用於九龍巴士／龍運巴士提供的班次；惟乘搭機場「A」及「NA」線則可享原價二七折優惠（不會計算每天10次合資格車程））；而B1線則可每日可享最多2程（不會計算每天10次合資格車程）。 - 九龍巴士、城巴、龍運巴士及陽光巴士全職員工及家屬（不包括外判職員）可免費乘搭本路線（陽光巴士員工及家屬只適用於九龍巴士提供的班次），惟必須拍職員或職員家屬八達通。 - 乘客亦可使用AlipayHK「易乘碼」、支付寶、WeChatHK／微信支付「搭車碼」、銀聯雲閃付「乘車碼」及BOC Pay「乘車碼」、具有感應式支付功能的JCB、卡美國運通、大來國際、Discover Card（只適用於九龍巴士／龍運巴士提供的班次）、VISA、Mastercard及銀聯卡，以及Apple Pay、Google Pay及Samsung Pay流動支付平台繳付車資。九巴班次的乘客使用上述付款方式，將只可享有與其他九巴路線／聯營路線九巴班次之轉乘優惠；城巴班次的乘客使用上述付款方式，將只可享有與其他城巴獨營路線或聯營線城巴班次之轉乘優惠。乘客亦不能享有「公共交通費用補貼計劃」。 |

## 行車路線
經：黃泥涌道、摩理臣山道、堅拿道西、堅拿道天橋、紅磡海底隧道、康莊道、漆咸道南、馬頭圍道、馬頭涌道、太子道西、太子道東、彩虹道、彩虹通道、太子道東、觀塘道、康寧道及物華街。

### 沿線車站
| 1                    | 跑馬地馬場                           | 黃泥涌道             |
| 堅拿道天橋、海底隧道 |                                      |                      |
| 2                    | 紅磡海底隧道轉車站（C2月台）         | 康莊道               |
| 3                    | 山谷道                               | 漆咸道北             |
| 4                    | 北拱街                               | 漆咸道北             |
| 5                    | 落山道                               | 馬頭圍道             |
| 6                    | 天光道                               | 馬頭圍道             |
| 7                    | 馬頭圍邨洋葵樓                       | 馬頭涌道             |
| 8                    | 亞皆老街球場                         | 馬頭涌道             |
| 9                    | 九龍城轉車站－富豪東方酒店（A5月台） | 太子道東             |
| 10                   | 天主教伍華中學                       | 彩虹道               |
| 11                   | 東頭邨泰東樓                         | 彩虹道               |
| 12                   | 黃大仙警署                           | 彩虹道               |
| 13                   | 四美街                               | 彩虹道               |
| 14                   | 彩虹轉車站－彩虹邨金碧樓（L2月台）   | 彩虹道               |
| 15                   | 坪石邨                               | 觀塘道               |
| 16                   | 啟業邨                               | 觀塘道               |
| 17                   | 九龍灣站                             | 觀塘道               |
| 18                   | 牛頭角下邨                           | 觀塘道               |
| 19                   | 觀塘道休憩處                         | 觀塘道               |
| 20                   | 牛頭角站（V1月台）                   | 觀塘道               |
| 21                   | 觀塘（裕民坊）巴士總站               | 裕民坊公共運輸交匯處 |

## 外部連結
九巴
- 過海隧道巴士101R線 （页面存档备份，存于）

新巴
- 過海隧道巴士101R線 （页面存档备份，存于）
- 過海隧道巴士101R線路線圖 （页面存档备份，存于）

其他
- 681巴士總站 隧巴101R線 （页面存档备份，存于）

1. ↑  . 大公報. 1981-09-18 （中文（香港））.
2. ↑  . 大公報. 1981-09-19 （中文（香港））.
3. ↑  《二十世紀巴士路線發展史－－渡海、離島及機場篇》，容偉釗編著，BSI出版。
4. ↑   (PDF).   [2022-07-11]. （原始内容 (PDF)存档于2021-09-13）.
5. ↑   (PDF).   [2022-07-11]. （原始内容 (PDF)存档于2022-04-06）.
6. ↑  香港特別行政區政府運輸署，土瓜灣馬頭圍道北行巴士及專線小巴站安排 （页面存档备份，存于）［交通通告］，2020年9月29日。
7. ↑  新世界第一巴士服務有限公司，路線101, 101R, 111, 116, N121馬頭圍道北行巴士站重組安排 （页面存档备份，存于）［乘客通告］，2020年9月30日。